# Hyalyris adelinda
Hyalyris adelinda är en fjärilsart som beskrevs av William Chapman Hewitson 1868. Hyalyris adelinda ingår i släktet Hyalyris och familjen praktfjärilar. Inga underarter finns listade i Catalogue of Life.